# Bantuhök
Bantuhök (Aerospiza tachiro) är en fågel i familjen hökar inom ordningen hökfåglar som förekommer i Afrika.

## Utseende
Bantuhök är en medelstor hök med gula ögon och ben, gråbrun ovansida och undersidan brunbandad. Underartsgruppen toussenelii, av vissa urskild som egen art, skiljer sig från nominatformens underartsgrupp genom mindre vitt i stjärten, mindre rött på bröstet och tvärbandade "lår". Dvärghöken har liknande fjäderdräkt, men är mycket mindre.

## Utbredning och systematik
Bantuhöken förekommer i stora delar av Afrika söder om Sahara. Den delas upp i åtta underarter med följande utbredning:
- toussenelii–gruppen
  - Aerospiza tachiro macrocelides – förekommer i regnskogar ifrån Senegal och Gambia till västra Kamerun
  - Aerospiza tachiro lopezi – förekommer på ön Bioko i Guineabukten
  - Aerospiza tachiro toussenelii – förekommer från södra Kamerun till norra och västra Demokratiska republiken Kongo
  - Aerospiza tachiro canescens – förekommer från östra Demokratiska republiken Kongo till Uganda
- tachiro-gruppen
  - Aerospiza tachiro unduliventer – förekommer i Eritrea och Etiopien
  - Aerospiza tachiro sparsimfasciata – förekommer från Somalia tillAngola, Zambia och Moçambique
  - Aerospiza tachiro pembaensis – förekommer på Pemba Island, utanför Tanzania
  - Aerospiza tachiro tachiro – nominatformen förekommer från södra Angola till Moçambique och Sydafrika

Tidigare urskildes toussenelii-gruppen som den egna arten rödbröstad hök, och vissa gör det fortfarande.

### Släktestillhörighet
Arten placerades tidigare i släktet Accipiter. Genetiska studier visar dock att släktet så som det traditionellt är konstituerat är parafyletiskt, där kärrhökarna i Circus är inbäddade, men också släktena Erythrotriorchis och Megatriorchis. För att kärrhökarna ska kunna behållas i ett eget släkte delas därför Accipiter delas upp i flera mindre släkten, däriblamd Aerospiza.

## Levnadssätt
Bantuhök häckar i höga träd, flodnära skogar, buskmarker, öppen skog och plantage med främmande trädarter. Den har dock noterats vandra in i mycket öppnare landskap. Under häckningstid ses den kretsa högt och yttra ett kort och vasst "chwik", varannan eller var tredje sekund i åtminstone en minut i taget.

## Status och hot
IUCN bedömer hotstatus för underartsgrupperna var för sig, båda som livskraftiga.

## Namn
Den har tidigare kallats afrikansk duvhök.